# Clonaid
 (septembre 2019).
Si vous disposez d'ouvrages ou d'articles de référence ou si vous connaissez des sites web de qualité traitant du thème abordé ici, merci de compléter l'article en donnant les références utiles à sa vérifiabilité et en les liant à la section « Notes et références ».
Clonaid se décrit comme une « société de clonage humain ». Elle est associée au mouvement raëlien,, qui voit dans le clonage reproductif la première étape scientifique annoncée depuis 30 ans[Quand ?], qui préfigurerait le chemin vers l'immortalité scientifique de l'homme.
Fin décembre 2002, la présidente de Clonaid, Brigitte Boisselier annonce que  la société a réussi un premier clonage humain. Elle n'en apportera jamais aucune preuve. Les journalistes démontreront par la suite que Clonaid n'est qu'un « laboratoire fantôme », sans doute destiné à récolter pour ses fondateurs de l'argent auprès de candidats au clonage et de personnes voulant soutenir la recherche.

## Fondation de Clonaid et collecte de fonds
C'est Claude Vorilhon, le fondateur du mouvement raëlien, qui fonde en 1997 la société enregistrée aux Bahamas. Il s'associe rapidement à Brigitte Boisselier qui devient la présidente de la société, alors qu'elle n'a aucune expérience en clonage, médecine ou biologie. Boisselier est chimiste, disciple de Raël (guide évêque).
Le 9 juin 1997, Clonaid déclare son intention d'offrir aux couples homosexuels et/ou infertiles la possibilité d'avoir un enfant génétiquement identique et de faire un pas vers l'immortalité. Le lien avec la vision du monde des raëliens est affirmé par Boisselier « Le clonage est pour nous une manière d'atteindre une forme de vie éternelle, car en reproduisant à l'identique la cartographie d'un cerveau, il permettra bientôt de transférer une personnalité dans un nouveau corps. »
Vorolhon dévoile sa logique dans cette aventure dans son livre "Oui au clonage" : « J'ai acheté pour quelques dollars, auprès d'une société américaine de San Francisco, spécialisée dans la vente de sociétés préétablies ou sociétés "from the shelf", une société offshore (boîte aux lettres) aux Bahamas déjà appelée "Valiant Venture" afin que le projet soit pris au sérieux.[...] Clonaid.com a fonctionné comme prévu. D'abord, pour une dépense de moins de 3 000 $ US nous avons obtenu une couverture médiatique mondiale évaluée à plus de 15 millions de dollars… J'en ris encore…  ».
Selon le site de l'Association Française pour l’Information Scientifique, Le début du financement du projet raélien tient à la demande d'un couple américain qui a perdu un enfant de 10 mois, à la suite d'une erreur médicale. Les parents ont voulu recréer ce bébé afin qu’ « il poursuive sa vie prématurément et injustement interrompue. ». Ils ont donné leur accord pour y consacrer une somme importante provenant notamment du procès gagné contre l’hôpital responsable de l'erreur médicale, et c’est leur enfant que l’équipe raélienne tente d'abord de cloner.
Par la suite, c'est contre un paiement de 200 000 dollars (187 650 euros), que la firme prétend offrir « l'assistance aux parents potentiels désirant avoir un enfant qui serait le clone de l'un d'eux. ». 250 souscripteurs sont annoncés.

## Annonces de succès du clonage humain
Le 26 décembre 2002, Brigitte Boisselier prétend, devant la presse du monde entier que Clonaid aurait cloné avec succès un être humain. Les preuves devaient être apportées une semaine après. Elles n'ont jamais été apportées. Boisselier précise que la mère a accouché par césarienne, quelque part en dehors des États-Unis, et que la mère et la petite fille, nommée Ève étaient toutes les deux en bonne santé. Boisselier ne présente ni la mère, ni l'enfant, ni aucun échantillon d'ADN qui aurait pu confirmer ses déclarations.
Le 2 janvier 2003, Boisselier affirme devant la télévision française que les parents américains du clone supposé hésitent à fournir la preuve par l'ADN que leur bébé était vraiment un clone. Les parents auraient prétendu avoir peur que l'État de Floride n'essaie de leur retirer leur bébé. Raël annonce le lendemain qu'il n'y aura pas de preuve.
Le 4 janvier 2003, Boisselier a annoncé la naissance d'un autre bébé cloné, prétendument issu d'un couple lesbien néerlandais. Clonaid annonce encore quatre autres bébés clonés en février 2003.

## Scepticisme à propos de ces déclarations
Plusieurs scientifiques interviewés après l'annonce mettent en doute tant l'authenticité que l'éthique des procédures de Clonaid. Ainsi Lord Robert Winston, chef de l'équipe de recherche de fertilisation In Vitro, à l'hôpital Hammersmith de Londres, et Tanja Dominko, du projet de clonage de singe du centre régional de primates de l'Oregon.
Les scientifiques ayant une expérience dans le clonage animal déclarent que le clonage a un taux faible de réussite lors des essais d'implantation, et que beaucoup de fœtus clonés s'avèrent mal formés ou ne survivent pas après la naissance. Il a ainsi fallu 277 essais pour réussir Dolly. Ils s'étonnent que Clonaid n'ait pas semblé être affecté par ces difficultés. Pour eux, soit Clonaid a été étrangement chanceux en découvrant une méthode révolutionnaire de clonage, ce que prétend sa directrice, soit il s'agit de fausses déclarations. Les doutes sont confirmés par le fait que Clonaid n'a pas présenté de preuve de son succès. Certains ont aussi jugé troublant que la société ait commencé par le clonage humain, au lieu de travailler d'abord avec des animaux (la société n'a aucun enregistrement de la réussite du clonage sur un animal). Beaucoup considèrent que la crédibilité de la société est réduite, à cause de ses liens avec Raël qui prétend avoir été visité par des extra-terrestres et s'être rendu sur leur planète.
Dans un article publié le 23 avril 2003, The Boston Globe a révélé que la société n'avait aucune adresse, aucun conseil d'administration, et seulement deux employés. Néanmoins, la société continue à investir 200 000 dollars dans ses services de « clonage », ce qui pourrait laisser supposer que l'organisation ne serait qu'une entreprise de blanchiment d'argent pour les leaders raëliens.

## Absence de preuve
Aucune preuve n'a été présentée par Clonaid, en dépit des déclarations faites dans les jours suivants l'annonce initiale. La directrice dit que les parents du premier enfant prétendument cloné ont reconsidéré la question au sujet de soumettre leur enfant à des examens scientifiques.
Cette absence de preuve augmente les mise en doute de l'entreprise puisque les projets de clonage sérieux réalisent des examens poussés sur les animaux nouveau-nés clonés, afin de vérifier s'ils sont de vraies copies.
Le 10 janvier 2003, un jugement d'une cour de Justice des États-Unis d'Amérique ordonne à Clonaid de révéler l'identité du bébé prétendument cloné, et le lieu dans lequel il vit.

## Suite des événements
Après les dernières annonces de succès du clonage humain faites par la société en début d'année 2003 (principalement sur la conception de quatre « nouveaux » clones), il n'y a eu aucune suite médiatique.
Le 9 octobre 2003, Le Journal de Montréal a édité un article accusant Clonaid et l'organisation raëlienne d'entretenir un pur canular dans ses déclarations concernant le clonage d'un bébé humain.